# اريك وليامز (لاعب كرة قدم أمريكية)
اريك وليامز (بالإنجليزية: Eric Williams) هو لاعب كرة قدم أمريكية أمريكي، ولد في 17 مايو 1955 في لوس أنجلوس في الولايات المتحدة.